# Valerie Mizrahi
Valerie Mizrahi (Harare, 1958) é uma bióloga sul-africana. Seu trabalho consiste no estudo da Mycobacterium tuberculosis, o bacilo causador da tuberculose, doença que anualmente faz mais de 1,4 milhão de vítimas no mundo e é a principal causa de morte na África do Sul.
Em 2000, foi agraciada com o Prêmio L'Oréal-UNESCO para mulheres em ciência.

## Biografia
Valerie nasceu em Harare, em 1958, na antiga Rodésia, hoje no Zimbábue. É filha de Morris e Etty Mizrahi, uma família de judeus sefarditas que vieram da Ilha de Rodes, na Grécia. Ingressou na Universidade da Cidade do Cabo, onde obteve bacharelado em ciências, na área de química e matemática. O doutorado em química foi pela mesma instituição.
Entre 1983 e 1986, fez pós-doutorado na Universidade Estadual da Pensilvânia. Trabalhou para uma companhia farmacêutica, a Smith, Kline & French. Em 1989, inaugurou um laboratório no Instituto de Pesquisa Médica da África do Sul e na Universidade de Witwatersrand, onde permaneceu até 2010.
Sua pesquisa foca em buscar um tratamento mais eficaz para a tuberculose e combater a resistência do bacilo aos antibióticos. Em 2011, Valerie tornou-se a diretora do Instituto de Doenças Infecciosas e Medicina Molecular da Universidade da Cidade do Cabo. É diretora da unidade de pesquisa do Conselho de Pesquisa Médica da África do Sul e da divisão do Centro de Excelência em Pesquisa Biomédica em Tuberculose.
É autora de mais de 140 artigos científicos, livros e capítulos de livros nas áreas de química orgânica, enzimologia, bioquímica, fisiologia micobacteriana e metabolismo. Em 2017 foi uma das editoras do livro de referência no bacilo da tuberculose.

## Prêmios
Em 2000, Valerie foi agraciada com o Prêmio L'Oréal-UNESCO para mulheres em ciência. Em 2006, recebeu a Medalha de Ouro da Sociedade Sul-Africana de Bioquímica e Biologia Molecular por suas pesquisas na área, além de receber o Distinguished Woman Scientist Award do Departamento de Ciência e Tecnologia. É membro da Royal Society da África do Sul e membro da Academia de Ciências da África do Sul e da Sociedade Americana de Microbiologia desde 2009.
Foi indicada para a Ordem de Mapungubwe em 2007, a maior honraria civil da África do Sul. Entre 2000 e 2010, foi pesquisadora estrangeira do Instituto Médico Howard Hughes, sendo indicada para pesquisadora sênior do instituto em 2012, até 2017. Em 2013, foi premiada com o Christophe Mérieux Prize, do Institut de France, por seu trabalho com tuberculose.